# Quadrângulo de Memnonia

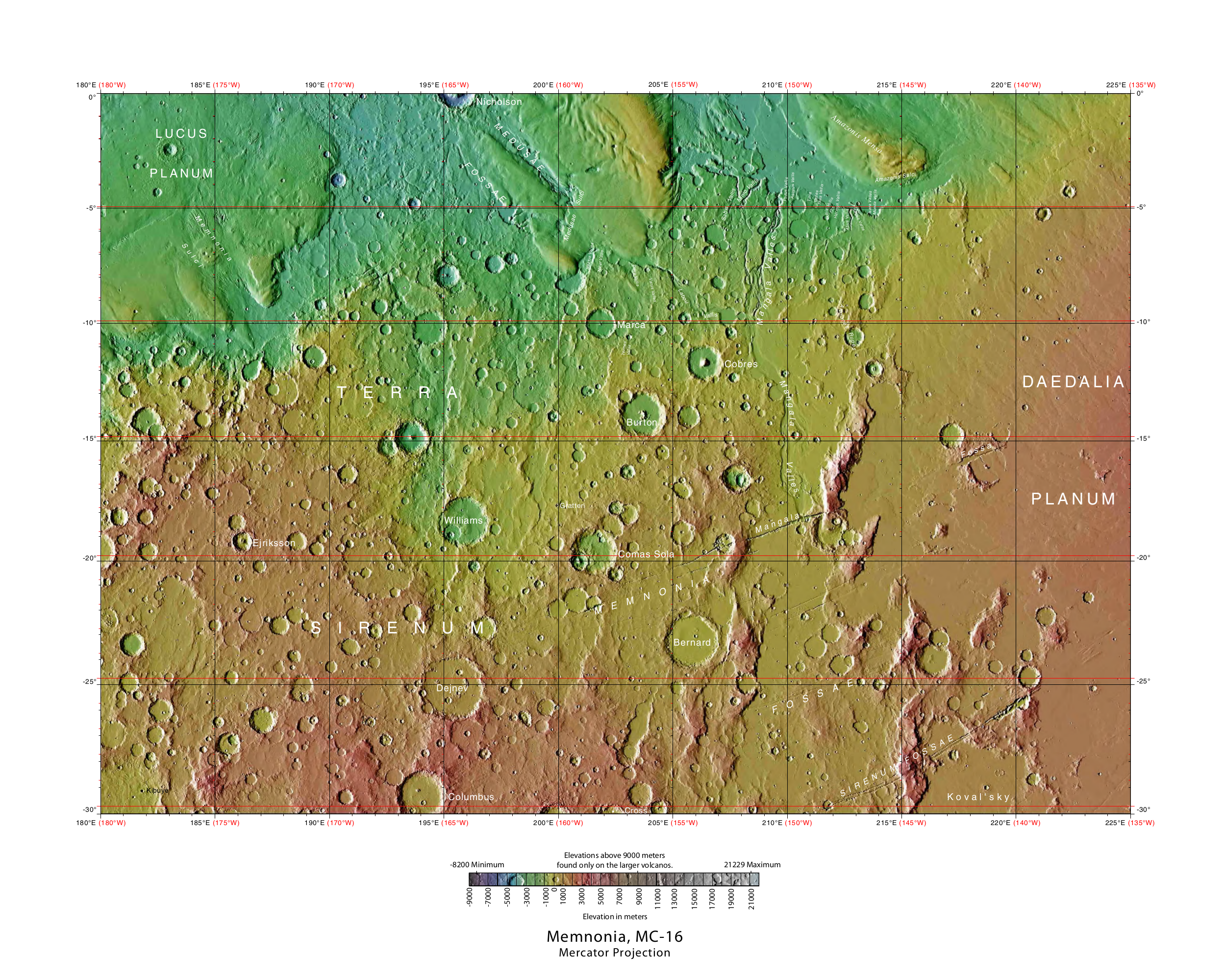
Quadrângulo de Memnonia

O quadrângulo de Memnonia é um de uma série de 30 quadrângulos em Marte estabelecidos pelo Programa de Pesquisa de Astrogeologia do Serviço Geológico dos Estados Unidos (USGS em inglês). Também pode-se referir ao quadrângulo Memnonia  como MC-16 (Mars Chart-16).
Esse quadrângulo cobre uma região de Marte que vai da latitude -30° a 0° e longitude 135° a 180°. Mangala Valles se localiza nas terras altas de Memnonia. A parte ocidental de Memnonia é um planalto densamente marcado por crateras e exibe uma grande variação no grau de degradação dessas crateras.
Memnonia inclui as seguintes regiões topográficas de Marte (listadas de norte a sul):
- Arcadia Planitia
- Amazonis Planitia
- Lucus Planum
- Terra Sirenum
- Terra Cimmeria

Recentemente, evidência de água foi encontrada na área. Rochas sedimentares em camadas foram encontradas na parede e no leito da cratera Columbus. Essas rochas poderiam ter sido depositadas por água ou vento. Minerais hidratados foram encontrados em algumas camadas, então a água pode ter estado envolvida.
No quadrângulo de Memonia se localiza o Mangala Vallis, um antigo vale fluvial de proporções gigantescas. Ele parece ter começado com a formação de um graben, um conjunto de falhas que pode ter exposto um aquífero.

## Camadas

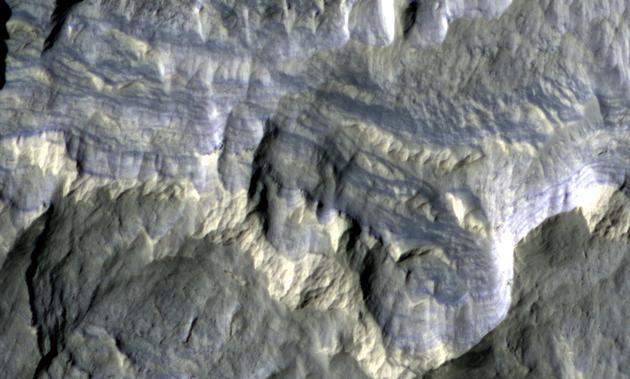
Camadas na cratera Columbus vistas pela HiRISE. Essa imagem em falsa cor representa uma área de aproximadamente 243,84 metros de extensão. Algumas camadas possuem minerais hidratados como argila e sulfatos.

A cratera Columbus contém camadas, também chamadas extratos. Muitos locais em Marte exibem rochas dispostas em camadas. Às vezes as camadas possuem diferentes cores. Rochas em tom claro em Marte têm sido associadas a minerais hidratados como sulfatos. O Mars Rover Opportunity examinou tais camadas com vários instrumentos. Algumas camadas são feitas provavelmente de finas partículas pois elas parecem se desintegrar em poeira fina. Outras camadas se quebram em penedos sendo provavelmente muito mais rígidas. Especula-se que o basalto, uma rocha vulcânica penetre nas camadas que formam os penedos. O basalto tem sido identificado em vários locais em Marte. Instrumentos em sondas espaciais orbitantes detectaram argila (também chamados filossilicatos) em algumas camadas. Pesquisa recente com um espectrômetro próximo infra-fermelho, que revela os tipos de minerais presentes baseados nos comprimentos de onda da luz que eles absorvem, encontraram evidência de argila de ambas camadas de argila e sulfatos na cratera Columbus. Isso é exatamente o que poderia se encontrar se um grande lago evaporasse aos poucos. Além disso, algumas camadas contém gesso, um sulfato que se forma em água relativamente fresca, a vida poderia ter se formado nessa cratera.
Cientistas estão ansiosos com a descoberta de minerais hidratados como sulfatos e minerais argilosos em Marte porque estes geralmente se formam na presença de água.  Lugares em que se encontra argila e/ou outros minerais hidratados seriam bons lugares para a procura de evidência de vida.
A rocha pode formar camadas em várias maneiras diferentes. Vulcões, vento e água podem produzir camadas.

## Crateras
Crateras de impacto geralmente possuem uma borda com ejecta ao redor, em contraste crateras vulcânicas não possuem bordas ou depósitos de ejecta. À medida que as crateras ficam mais largas (maior que 10 km em diâmetro) elas geralmente passam a ter um pico central. O pico costuma ser formado pelo recuo do solo da cratera seguindo o impacto. Às vezes as crateras exibirão camadas. As crateras têm o potencial de expor o que se oculta por baixo do solo. Às vezes, irradiações brilhantes cercam as crateras devido ao impacto ter atingido camadas de rochas brilhantes, espalhando essas rochas brilhantes sobre a superfície mais escura. As imagens abaixo da Mars Global Surveyor exemplificam esse fenômeno:

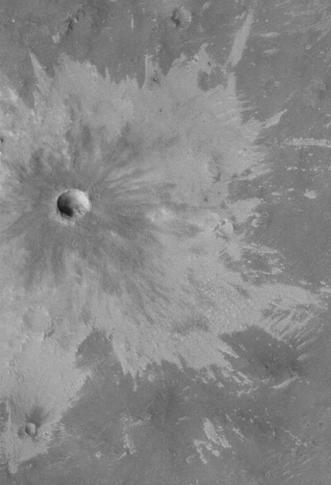
Raios brilhantes causados pelo impacto expondo uma camada inferior mais brilhante. Algumas camadas brilhantes contêm minerais fidratados. Imagem da Mars Global Surveyor.
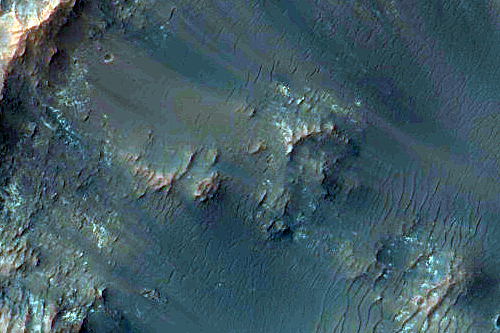
Imagem aproximada da cratera Columbus, vista pela HiRISE.

## Dark Slope Streaks
Muitos locais em Marte exibem riscas escuras em barrancos íngremes, como nas paredes das crateras. Aparentemente, as riscas são mais escuras quando jovens, clareando com o passar do tempo. Muitas vezes elas começam como um ponto pequeno e estreito, ficando então cada vez mais largas e se estendem terreno abaixo por centenas de metros. Várias ideias têm sido elaboradas para explicar essas riscas. Algumas envolvem água ou até mesmo o crescimento de organismos. As riscas surgem em áreas cobertas por poeira. Grande parte da superfície de Marte é coberta por poeira. Poeira fina da atmosfera cai cobrindo tudo. Sabe-se muito a respeito disso pois os painéis solares da Mars Rover ficam cobertos por poeira, reduzindo dessa forma a energia elétrica. A potência dos rovers foi restaurada muitas vezes pelo vento, na forma de redemoinhos, limpando os painéis aumentando a geração de eletricidade. A partir dessas observações com os rovers, sabemos que o processo de surgimento das tempestades de areia e seu subsequente desaparecimento acontece regularmente.
As riscas aparecem em áreas cobertas por poeira. Acredita-se que avalanches de poeira clara que exponham uma camada inferior mais escura. Muito da superfície de Marte é coberta por poeira fina. Tempestades de areia são frequentes, especialmente quando a estação da primavera tem início no hemisfério sul. Nessa época, Marte se encontra 40% mais próximo do sol. A órbita de Marte é muito mais elíptica que a da Terra. Isto é, a diferença entre o ponto mais distante e o mais próximo do sol varia muito em Marte, mas muito pouco na Terra. Ainda, num ciclo de poucos anos o planeta inteiro é tomado por tempestades de poeira. Quando a sonda Mariner 9 da NASA aterrissou no planeta, nada podia ser visto através da tempestade de areia..

## Fossa
Grandes fraturas (depressões extensas e estreitas) chamadas fossae na linguagem geográfica utilizada para Marte. O termo é derivado do latim, assim fossa é singular e fossae é plural. Essas fraturas se formam quando a crosta é esticada até seu rompimento numa rachadura. Esse estiramento pode ser devido ao peso excessivo de um vulcão próximo. Uma fenda muitas vezes possui duas quebras com a sessão intermediária se movendo para baixo, deixando escarpas íngremes nos lados; uma fenda deste tipo é chamada um graben.  O Lago  George, no norte do estado de Nova York, é um lago que se situa em um graben.
Outras ideias tem sido propostas para explicar a formação de fossae e crateras de buraco. Há evidências de que estes estejam associados a diques de magma. Magma pode-se mover através do subterrâneo desfazendo as rochas e, mais importante, derretendo o gelo. A ação resultante poderia ser a abertura de uma rachadura na superfície. Diques causados tanto por estiramento tectônico (extensão) são encontrados na Islândia.  Um exemplo de graben causado por um dique é mostrado abaixo na imagem de Memnonia Fossae, visto pela HiRISE.
Aparentemente a água começou a emergir da superfície de Mangala Vallis quando o graben se formou.

## Valles

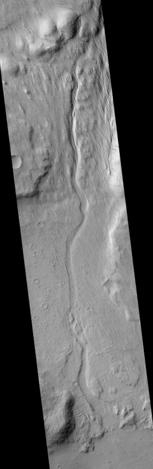
Asopus Vallis, visto pela HiRISE.
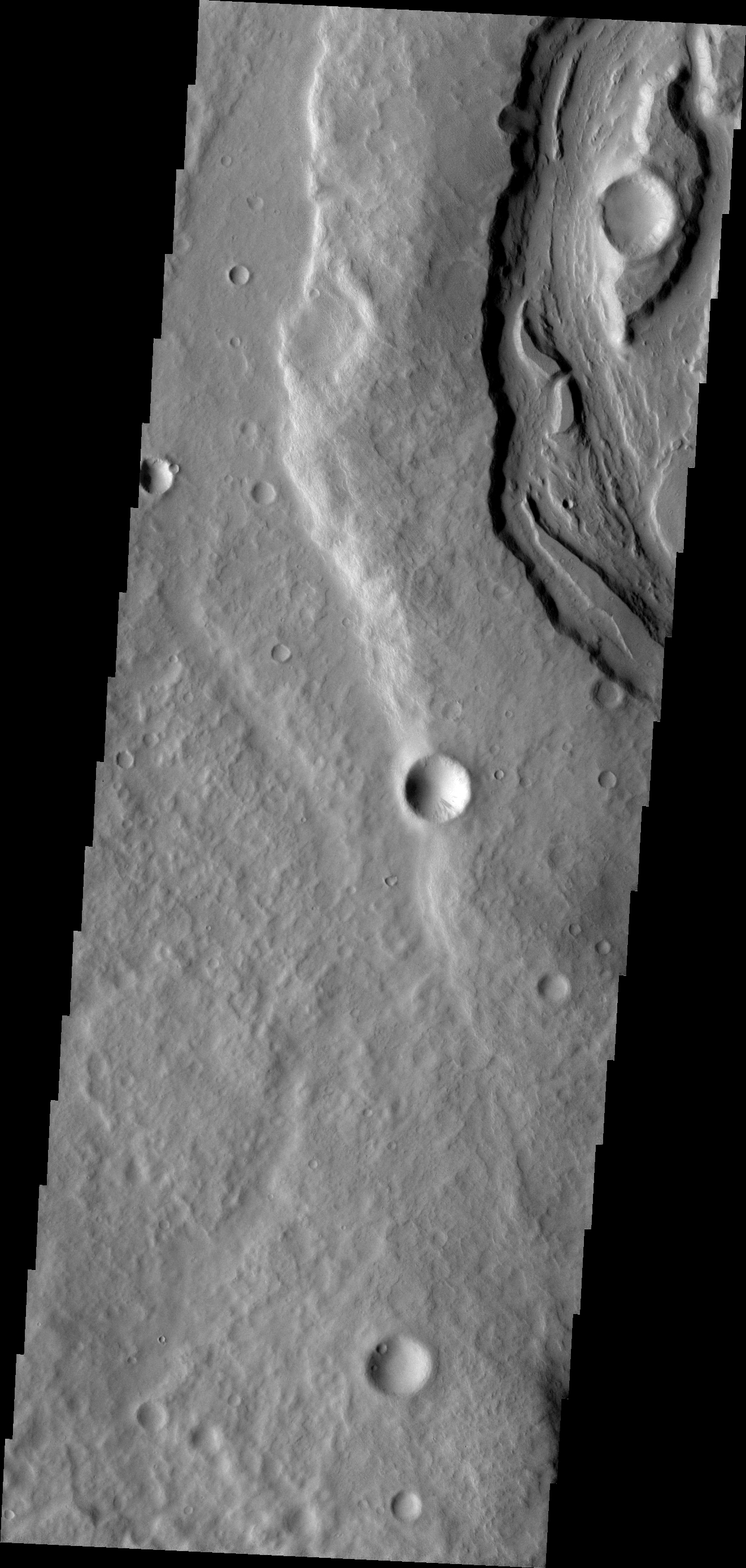
Padus Vallis, visto pela THEMIS.  Padus Vallis termina na Formação de Medusae Fossae.
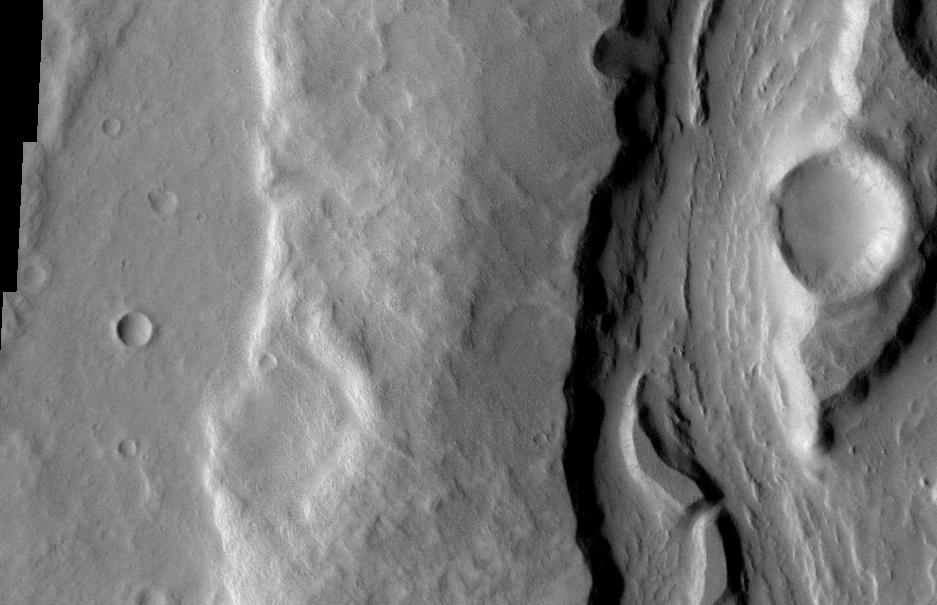
Imagem aproximada de Padus Vallis, visto pela THEMIS.